# Die Pilzsucher am Tillen

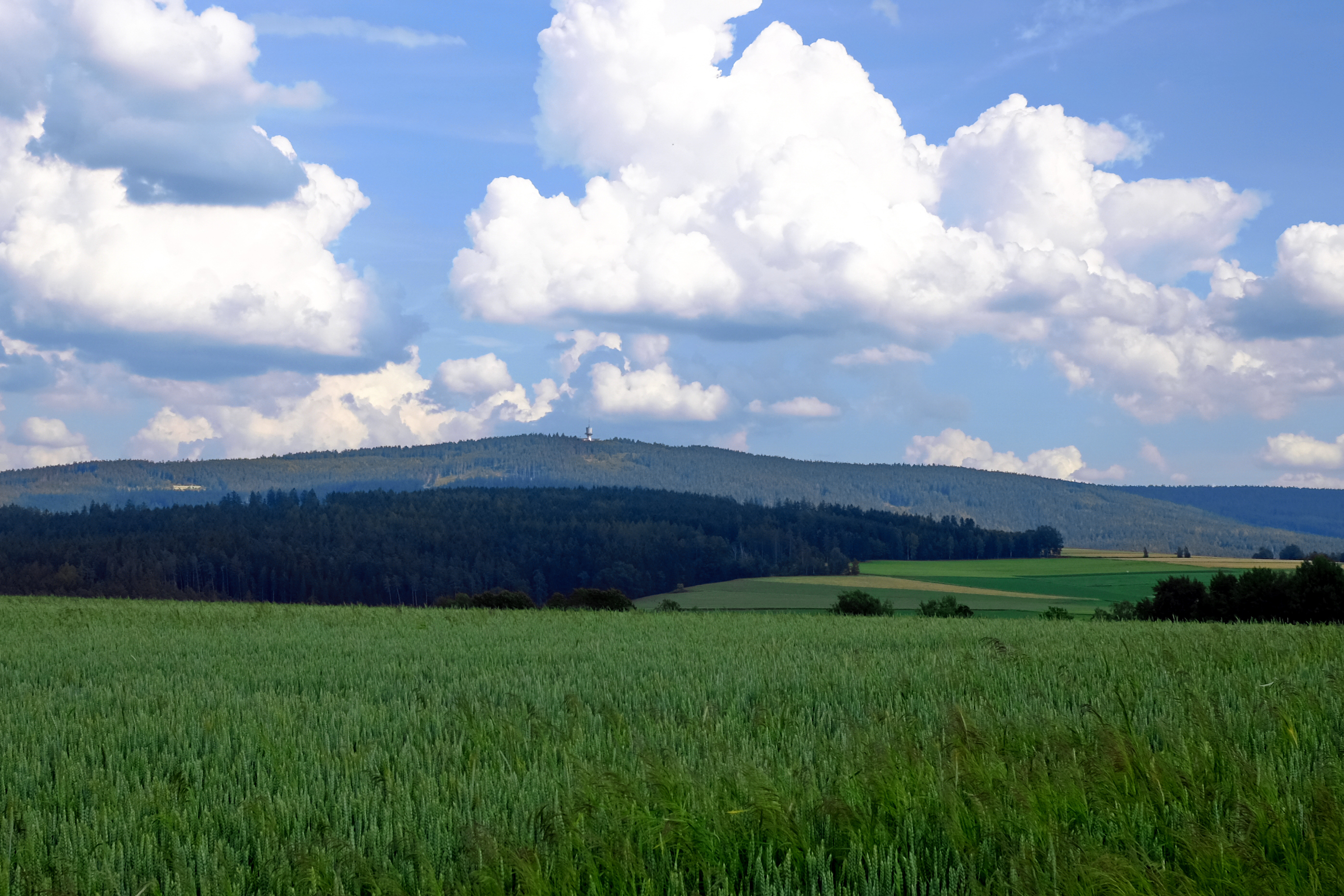
Der Berg Tillen an der deutsch-tschechischen Grenze.

Die Pilzsucher am Tillen ist eine Sage aus dem Egerland im Westen Tschechiens.

## Handlung
Einst gingen drei Männer aus Palitz (bei Lindenhau) in die Wälder des Tillenberges, um Pilze zu sammeln. Dabei vergaßen sie die Zeit und es wurde dunkel, sodass sie beschlossen im Wald zu übernachten. Um sich vor der Nachtkühle zu schützen, benutzten sie ihre großen Pilzsäcke als Schlafsäcke, wobei sie mit dem Kopf im Sack voran nebeneinander einschliefen. Als es Mitternacht wurde, erwachte einer von ihnen und sah durch ein Loch im Sack ein Licht auf sie zukommen. Es waren zwei Wichtel. Als sie die Säcke entdeckten, waren sie verwundert: „Jetzt sind wir schon tausend Jahre alt, aber das haben wir noch nie gesehen – sechs Füße und keinen Kopf.“ Sie wollten dies anderen Wichteln und machten sich davon. Kaum waren die Wichtel verschwunden, krochen die Männer aus den Säcken und machten sich auf den Heimweg.

## Rezeption
Thilde Hopper-Hoyer listet die Geschichte in ihrer Sagensammlung Egerländer Sagenkranz auf, die sie 1958 veröffentlichte, als Erinnerung an ihre verlorene Heimat des Egerlandes; aus der sie 1945/1946 vertrieben worden war.

## Hintergrund
Rund um den Tillenberg ranken sich zahlreiche Sagen, die in verschiedenen Werke zu Bayerischen und Egerländer Sagen eingeflossen sind. Eine Sammlung, die sich speziell dem Tillenberg widmt, ist Hans Sommerts (Pseudonym: Ernst Freimut) Werk Der Tillenberg: ein Sagenschatz aus dem Egerlande (1904), später veröffentlicht als Tillenwunder: ein Sagenkranz aus dem Egerlande (1924).